# Lotus T128
Der Lotus T128 ist der zweite Formel-1-Rennwagen von Lotus. Der von Mike Gascoyne konstruierte Wagen hat an allen 19 Rennen der Formel-1-Saison 2011 teilgenommen. Rob White von Renault entwickelte den V8-Motor RS27-2011.

## Technik
Der Lotus T128 war eine Neuentwicklung und hatte nur wenige Ansätze des vorherigen Boliden. Auf den Einsatz von KERS verzichtete das Team völlig. Nach eigenen Angaben hätte man sonst zu viele Kompromisse in der Aerodynamik machen müssen.
Angetrieben wurde der T128 von einem V8-Motor von Renault mit 2,4 Liter Hubraum. Die Reifen stellte wie bei allen anderen Teams Pirelli.

## Lackierung und Sponsoring
Die Grundfarbe des T128 war Dunkelgrün. Darüber hinaus hatte der Monoposto gelbe Farbakzente. Als Sponsoren warben unter anderem AirAsia und Naza.

## Fahrer
Die Fahrer des T128 waren der Italiener Jarno Trulli sowie der Finnen Heikki Kovalainen. Beim Großen Preis von Deutschland pilotierte Karun Chandhok einmalig den Lotus von Trulli.

## Ergebnisse
| Fahrer               | Nr.                  | 1   | 2   | 3  | 4  | 5   | 6  | 7   | 8  | 9   | 10 | 11  | 12 | 13 | 14  | 15 | 16 | 17 | 18 | 19 | Punkte | Rang |
| -------------------- | -------------------- | --- | --- | -- | -- | --- | -- | --- | -- | --- | -- | --- | -- | -- | --- | -- | -- | -- | -- | -- | ------ | ---- |
| Formel-1-Saison 2011 | Formel-1-Saison 2011 |     |     |    |    |     |    |     |    |     |    |     |    |    |     |    |    |    |    |    | —      | 10.  |
| H. Kovalainen        | 20                   | DNF | 15  | 16 | 19 | DNF | 14 | DNF | 19 | DNF | 16 | DNF | 15 | 13 | 16  | 18 | 14 | 14 | 17 | 16 | —      | 10.  |
| J. Trulli            | 21                   | 13  | DNF | 19 | 18 | 18  | 13 | 16  | 20 | DNF |    | DNF | 14 | 14 | DNF | 19 | 17 | 19 | 18 | 18 | —      | 10.  |
| K. Chandhok          | 21                   |     |     |    |    |     |    |     |    |     | 20 |     |    |    |     |    |    |    |    |    | —      | 10.  |

| Legende  | Legende            | Legende                                                          |
| Farbe    | Abkürzung          | Bedeutung                                                        |
| -------- | ------------------ | ---------------------------------------------------------------- |
| Gold     | –                  | Sieg                                                             |
| Silber   | –                  | 2. Platz                                                         |
| Bronze   | –                  | 3. Platz                                                         |
| Grün     | –                  | Platzierung in den Punkten                                       |
| Blau     | –                  | Klassifiziert außerhalb der Punkteränge                          |
| Violett  | DNF                | Rennen nicht beendet (did not finish)                            |
| Violett  | NC                 | nicht klassifiziert (not classified)                             |
| Rot      | DNQ                | nicht qualifiziert (did not qualify)                             |
| Rot      | DNPQ               | in Vorqualifikation gescheitert (did not pre-qualify)            |
| Schwarz  | DSQ                | disqualifiziert (disqualified)                                   |
| Weiß     | DNS                | nicht am Start (did not start)                                   |
| Weiß     | WD                 | zurückgezogen (withdrawn)                                        |
| Hellblau | PO                 | nur am Training teilgenommen (practiced only)                    |
| Hellblau | TD                 | Freitags-Testfahrer (test driver)                                |
| ohne     | DNP                | nicht am Training teilgenommen (did not practice)                |
| ohne     | INJ                | verletzt oder krank (injured)                                    |
| ohne     | EX                 | ausgeschlossen (excluded)                                        |
| ohne     | DNA                | nicht erschienen (did not arrive)                                |
| ohne     | C                  | Rennen abgesagt (cancelled)                                      |
| ohne     | keine WM-Teilnahme |                                                                  |
| sonstige | P/fett             | Pole-Position                                                    |
| sonstige | 1/2/3/4/5/6/7/8    | Punktplatzierung im Sprint-/Qualifikationsrennen                 |
| sonstige | SR/kursiv          | Schnellste Rennrunde                                             |
| sonstige | *                  | nicht im Ziel, aufgrund der zurückgelegten Distanz aber gewertet |
| sonstige | ()                 | Streichresultate                                                 |
| sonstige | unterstrichen      | Führender in der Gesamtwertung                                   |